# Potrero Primero
Potrero Primero är en ort i Mexiko.   Den ligger i kommunen Tantoyuca och delstaten Veracruz, i den sydöstra delen av landet, 230 km norr om huvudstaden Mexico City. Potrero Primero ligger 235 meter över havet och antalet invånare är 347.
Terrängen runt Potrero Primero är huvudsakligen platt, men åt sydost är den kuperad. Potrero Primero ligger uppe på en höjd. Runt Potrero Primero är det ganska tätbefolkat, med 72 invånare per kvadratkilometer. Närmaste större samhälle är Tantoyuca, 3,8 km öster om Potrero Primero. Trakten runt Potrero Primero består till största delen av jordbruksmark.